# Церковь Николая Чудотворца (Новые Зятцы)
Церковь Святого Николая Чудотворца (Свято-Никольский храм) — православный храм в селе Новые Зятцы Игринского района, Удмуртия.

## История
Приход села Новозятцинского (сегодня — Новые Зятцы) был открыт на основании постановления Вятского Епархиального начальства от 25 апреля — 25 мая 1877 года на основе селений, входивших ранее в приход села Узи.
Строительство деревянной церкви было начато на средства прихожан в 1877 году и закончено в 1879 году. Церковь была освящена 30 мая 1879 года во имя Св. Николая Чудотворца.
С 30 мая 1879 года по 1885 год церковь числилась приписной к церкви села Узи. С мая 1885 года она стала самостоятельной приходской церковью.
В 1880 году при церкви открылась церковно-приходская школа.
В состав прихода в 1879 году входили: с. Новозятцинское, деревни Мухинская, Мучи, Кечгурт, Белоусов. Церковно-приходское попечительство было открыто 9 августа 1877 году. Церковно-приходская школа в селе Новые Зятцы была открыта в 1880 году.
Церковь была закрыта на основании Указа Президиума Верховного Совета УАССР № 64 от 26 марта 1941 года.
При советской власти здание церкви использовалось в качестве зернохранилища, позже сельского клуба, фрески закрасили советской символикой. В нём проходили мероприятия светского и развлекательного характера, собрания и сходы, показ кинофильмов. В конце 90-х XX века здание признано аварийным и заброшено.
В 2010 году здание старой церкви снесено и на оставшемся фундаменте построена новая деревянная церковь. Новая церковь освящена 4 сентября 2011 года. 
.